# De delictis gravioribus

De delictis gravioribus (Sur des crimes plus graves) est une lettre écrite le 18 mai 2001 par le cardinal Joseph Ratzinger, préfet de la Congrégation pour la doctrine de la foi, à tous les évêques de l'Église catholique (y compris ceux des Églises orientales catholiques). Cette lettre a été publiée dans le journal officiel du Saint-Siège, les Acta Apostolicae Sedis. Elle fait suite au motu proprio de Jean-Paul II, Sacramentorum sanctitatis tutela, du 30 avril 2001, par lequel est confirmée et précisée la compétence de la Congrégation pour la doctrine de la foi pour le suivi des crimes les plus graves commis dans l'Église contre les mœurs et dans la célébration des sacrements,.

## Histoire et statut
En avril 2001, le pape Jean-Paul II publie le motu proprio Sacramentorum sanctitatis tutela sur la protection de la sainteté des sacrements. Par ce document, le Saint-Siège confirme que la Congrégation pour la doctrine de la foi a une compétence exclusive concernant les « délits les plus graves commis soit contre les mœurs, soit dans la célébration des sacrements ».
Ce motu proprio est motivé par la volonté de rappeler les prérogatives de la Congrégation pour la doctrine de la foi, après une période d'incertitude sur les compétences respectives des dicastères de la Curie romaine dans le traitement des délits les plus graves,,. Le motu proprio s'appuie sur des documents comme Crimen sollicitationis (document) (1922 et 1962) et Pastor Bonus (1988) pour confirmer cette compétence à la Congrégation pour la doctrine de la Foi.
Toutefois, il était encore nécessaire de définir dans le détail ces délits les plus graves et les procédures pour les juger. C'est pourquoi le motu proprio est accompagné de mesures et normes regroupées sous le titre de Normae Gravioribus Delictis. Ces normes sont alors communiquées aux évêques par la lettre De delictis gravioribus. Elle leur est envoyée, en mai 2001, par le cardinal Ratzinger, préfet de la Congrégation pour la doctrine de la foi. Elle remplace l'instruction Crimen sollicitationis, transmise aux évêques en 1922 et 1962, qui était en vigueur jusque-là et qui devait être révisée pour être conforme aux nouveaux codes canoniques.

## Contenu
Ce document officiel du Saint-Siège précise les cas des plus graves d'infractions traités par la Congrégation pour la Doctrine de la Foi. Cette compétence lui est attribuée par la Constitution apostolique Pastor Bonus du 28 juin 1988 et le Motu Proprio Sacramentorum sanctitatis tutela du 30 avril 2001,,,,.

### Sur l'Eucharistie
Sur les huit infractions graves de comportement dans la célébration des sacrements que « De delictis gravioribus » précise, quatre concernent l'Eucharistie :
- jeter les espèces consacrées, ou les emporter ou les conserver à une fin sacrilège ;
- entreprendre, pour une personne qui n'est pas prêtre, de célébrer ou de faire semblant de célébrer une messe ;
- concélébrer l'Eucharistie avec les ministres de communautés ecclésiales qui n'ont pas la succession apostolique et ne reconnaissent pas la dignité sacramentelle de l'ordination sacerdotale ;
- consacrer soit le pain soit le vin sans l'autre espèce, ou même consacrer les deux, mais hors de la célébration de la messe.

### Sur la confession
Trois concernent le sacrement de pénitence et de réconciliation (confession) :
- absoudre un complice dans le péché sexuel ;
- faire des avances sexuelles dans le cadre d'une Confession ou à l'occasion ou au prétexte de la Confession ;
- faire une violation directe du secret de la confession.

### Sur les délits sexuels envers des mineurs
En outre, le document énumère une infraction de caractère moral, qui n'est pas directement liée à l'administration des sacrements, comme réservée de la même manière à la Congrégation pour la Doctrine de la Foi. Il s'agit de l'infraction d'un clerc (un évêque, prêtre ou diacre) qui commet un péché sexuel avec une personne de moins de 18 ans.

## Obligation faite aux évêques de référer à la Congrégation
Jusqu'en 2001, les évêques pouvaient traiter les affaires d'abus sur mineurs commis dans l'Eglise sans en référer à la Curie romaine,. Par le Motu Proprio Sacramentorum sanctitatis tutela et la lettre De delictis gravioribus, les délits les plus graves commis contre les mœurs doivent obligatoirement être signalés par les évêques, après enquête préliminaire, à la Congrégation pour la doctrine de la foi. Celle-ci peut alors traiter elle-même le dossier ou ordonner à l'évêque de poursuivre la procédure à travers son propre tribunal,.
« Chaque fois que l'Ordinaire ou le Hiérarque reçoit une information, au moins vraisemblable, qu'un délit réservé a été commis, il la portera, après avoir mené une enquête préalable, à la connaissance de la Congrégation pour la Doctrine de la foi »
— De Delictis Gravioribus, 2001
Cette lettre, qui oblige les évêques à faire remonter les dossiers à Rome, rompt avec une tradition du secret sur ces questions,. Pour le vaticaniste Marco Politi, « ce fut (...) le signe d'un début de changement d'attitude du Vatican sur ces affaires car, auparavant, tout était géré dans les diocèses ». Plusieurs évêques témoignent de l'importance de cette mesure et de l'exigence de la Congrégation pour la doctrine de la foi dans le traitement, désormais centralisé, des dossiers.
Le fait que la Congrégation pour la doctrine de la foi ait, de manière réservée, l'instruction des dossiers, ne signifie pas qu'elle garde le monopole de l'enquête. L'ordinaire du lieu (l'évêque responsable, ou chez les communautés orthodoxes catholiques le hiérarque) consulte la congrégation sur les moyens à prendre pour faire avancer le dossier et peut recevoir des instructions pour mener à terme la procédure localement. Mais la Congrégation, dans des cas particuliers, peut aussi appeler la cause à elle,.

## Délai de prescription
Dans le cas des actions pénales engagées devant un tribunal ecclésiastique contre une personne accusée d'infractions réservés à la Congrégation pour la Doctrine de la Foi, la prescription est de dix ans à compter de la date de la perpétration d'une infraction. Mais le document « De delictis gravioribus » prévoit que, dans le cas d'une infraction sexuelle contre un mineur, la période de dix ans ne commence à courir que lorsque le mineur atteint l'âge de 18 ans.

## Actualisation des normes en juillet 2010
Le 15 juillet 2010, à la suite de la crise des mois précédents sur les abus sexuels sur mineurs dans l'Église catholique, le Saint-Siège publie le document  De gravioribus delictis  Normes sur les délits les plus graves, principalement consacré aux nouvelles règles pour lutter contre les abus sur mineurs.
« Jean-Paul II avait promulgué en 2001 l'important Motu Proprio intitulé
Sacramentorum Sanctitatis Tutela, attribuant à la Congrégation pour la
doctrine de la foi la compétence pour traiter et juger selon le droit canon une série de délits particulièrement graves qui regardaient jusque-là et de manière floue d'autres dicastères également. (...) L'expérience des neuf années suivantes a justifié la mise à jour de ces mesures, de manière à simplifier et rendre plus efficaces les procédures et à tenir compte de nouvelles problématiques.(..) Les délits les plus graves regardent les réalités centrales de la vie de l'Eglise que sont l'Eucharistie et la Pénitence, mais aussi les abus sexuels commis sur mineurs par des clercs.(..) Les nouvelles normes permettent des traitements accélérés, avec la possibilité de ne pas suivre la procédure judiciaire en procédant par décret extra judiciaire.(..) La prescription passe de dix à vingt ans. » (extraits de la présentation du P.F. Lombardi, SJ, directeur de la Salle-de-Presse du Saint-Siège).
Principales révisions apportées par ce document :
- Les abus sur handicapés mentaux sont considérés comme aussi graves que des actes de pédophilie[11].
- L’acquisition, détention et diffusion par un membre du clergé, de quelque façon et moyens, de matériel pornographique ayant pour objet des mineurs de 14 ans au plus relève des actes graves traités par la Congrégation pour la doctrine de la Foi[11].
- La prescription pour les délits sur mineurs passe de 10 à 20 ans[11].
- Le retour à l'état laïc pour un prêtre après des actes de pédophilie pourra être plus rapide, le processus de décision étant accéléré[11].

Les normes concernent aussi des délits d'une autre nature que ceux commises contre les mœurs. Il ne s'agit pas alors tant de décisions nouvelles en substance mais de mise en ordre de mesures déjà en vigueur. Ainsi, les délits contre la foi (hérésie, apostasie et schisme), la violation et la divulgation du secret de la confession, et l'ordination sacerdotale des femmes sont aussi concernés par ce document.